# Allesley
Allesley är en ort och civil parish i Coventry i Storbritannien. Den ligger i grevskapet West Midlands och riksdelen England, i den södra delen av landet, 140 km nordväst om huvudstaden London. Allesley ligger 129 meter över havet och antalet invånare är 805.
Terrängen runt Allesley är platt. Runt Allesley är det tätbefolkat, med 659 invånare per kvadratkilometer. Närmaste större samhälle är Coventry, 4,6 km sydost om Allesley. Trakten runt Allesley består till största delen av jordbruksmark.